# سوخوي سو-34
سوخوي سو-34 (روسى: (Сухой Су-34) (النسخة التصديرية سو-32) (لقب تعريف الناتو: فروجفوت Fullback) هي طائرة مقاتلة-قاذفة حديثة مشتقة من السو-27 ومن تصميم مكتب سوخوي في روسيا. يخطط لأن تحل السو-34 محل السو-24 في القوات الجوية الروسية قريبا.

## التطوير

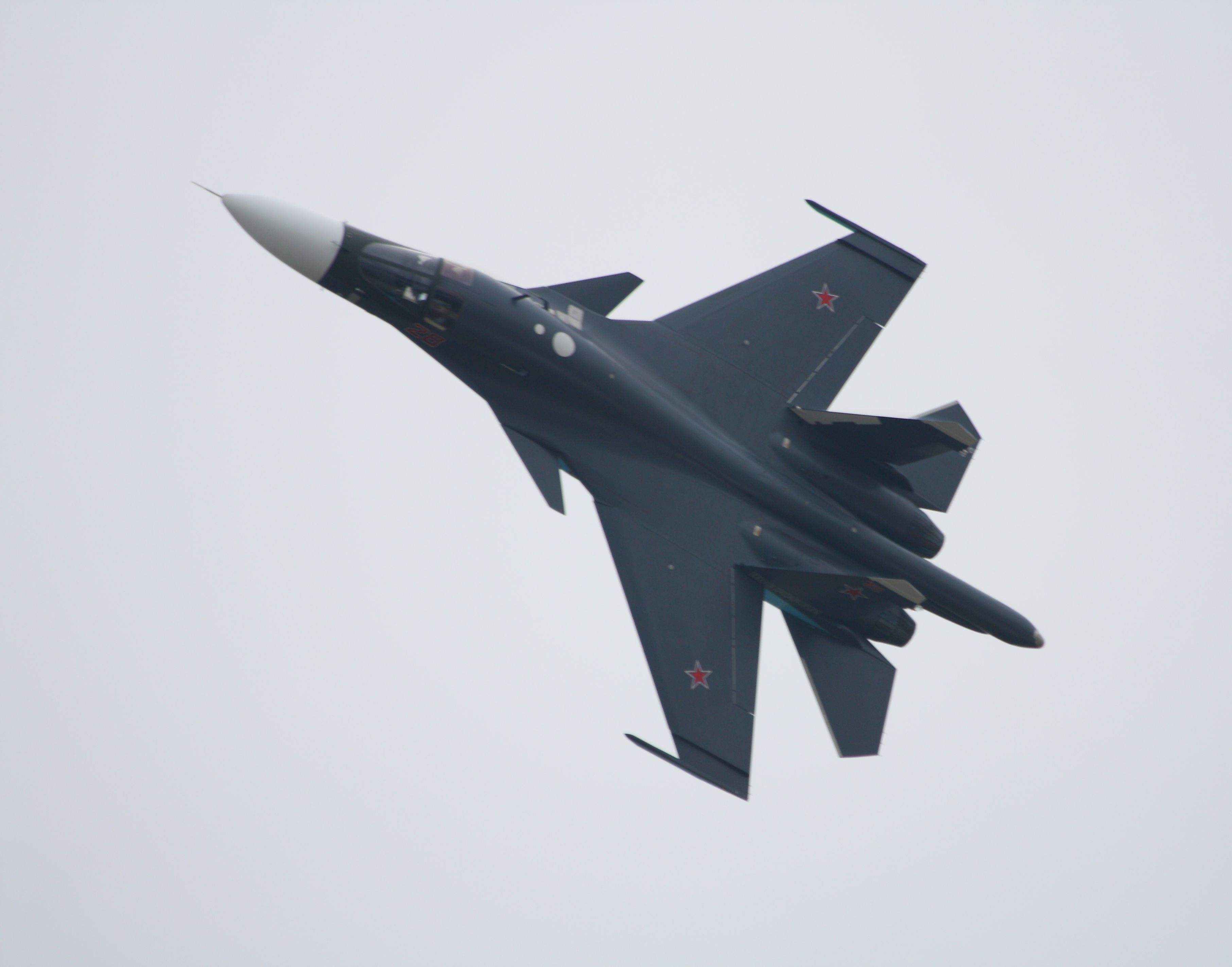
طیارة سوخوي سو-34 فی ماکس 2013

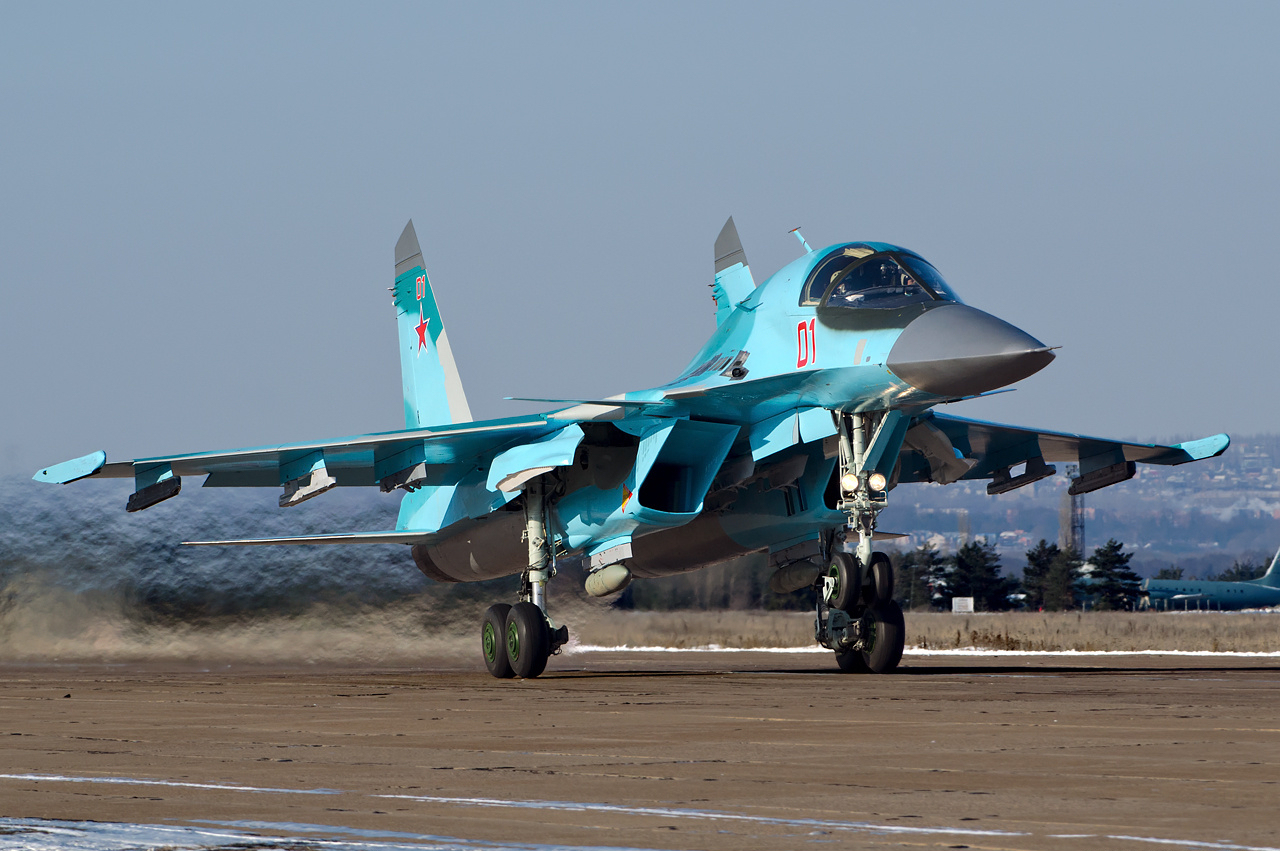
القوات الجوية الروسيةسو-34

السو-34 هي نسخة مقاتلة-قاذفة من السو-27، طورت أساسا في الاتحاد السوفيتي في الثمانينات وطارت أول مرة في 13 إبريل 1990 وأعطيت في البداية اسم سو-27 IB (أي بالروسية مقاتلة-قاذفة: "Bombardier Vrishchik "IB). طورت السو-34 بالتوازي مع الطائرة البحرية التدريبية ذات المقعدين السو-27 KUB وخلافا للتقارير الأولية، ليس هناك صلة مباشرة بين الطائرتين.

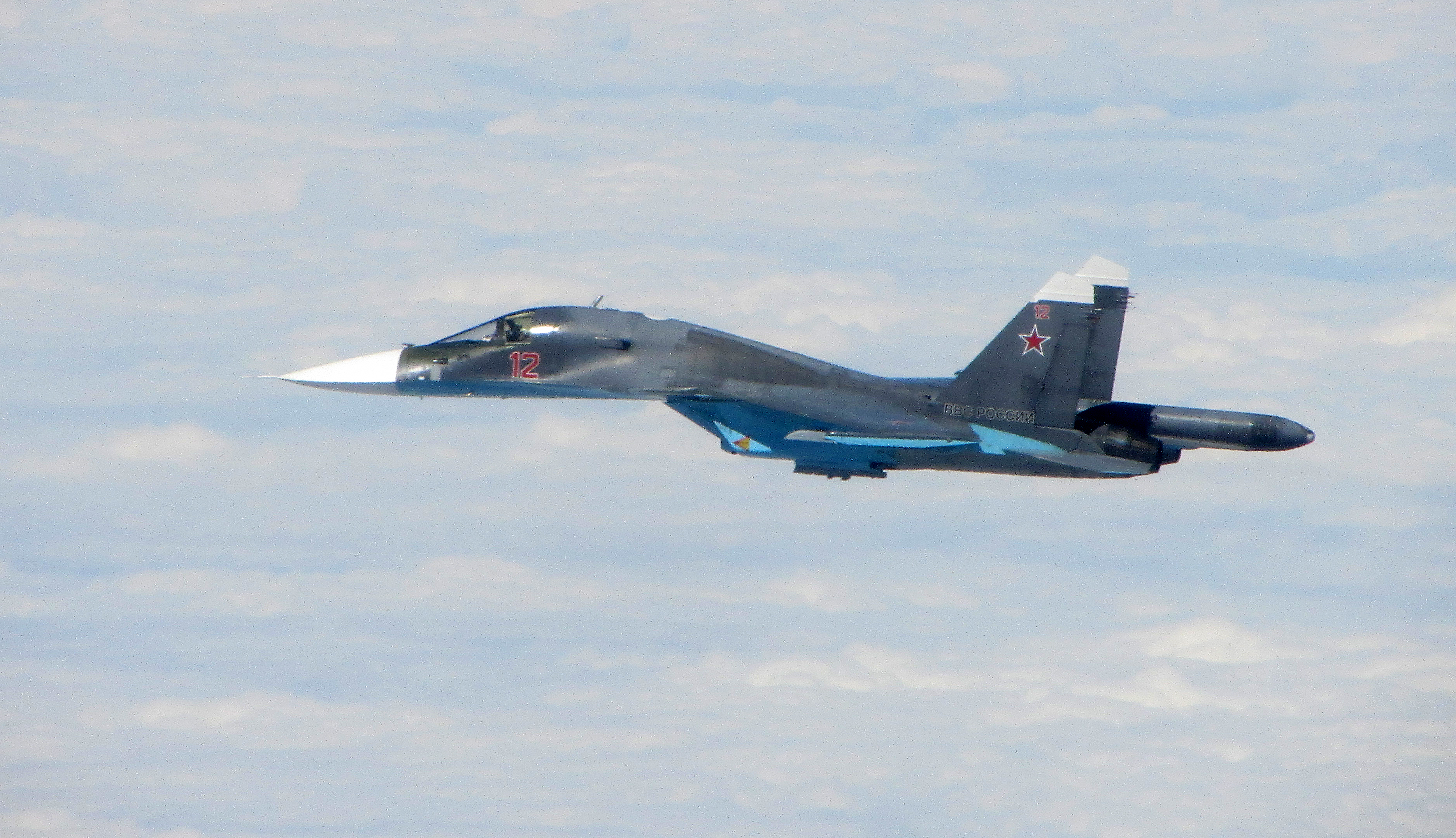
تم اعتراض سوخوي 34 من قبل سلاح الجو الملكي على بحر البلطيق في عام 2015

أدى القصور المتكرر في التمويل إلى توقف برنامج الطائرة أكثر من مرة، وشوهد النموذج الأولي من الطائرة أكثر من مرة تحت أكثر من اسم وتصنيف. عندما ذكرتها الصحف الروسية لأول مرة في عام 1994 سميت بسو-34، ثم ظهرت الطائرة في معرض باريس الجوي عام 1995 تحت اسم سو-34 FN وذكر أنها مقاتلة بحرية تنطلق من الأرض (أي ليس من حاملات الطائرات)، كما ظهرت في معرض «ماكس» عام 1999 تحت اسم سو-34 MF وذكر أنها متعددة المهام. على ما يبدو استقرت القوات الجوية الروسية حاليا على تسمية سو-34.
تتشارك الطائرة مع سو-27 وسو-30 في الكثير من الصفات، منها الجناح، الذيل، إضافة كانارد مثل السو-30 وسو-33و سو-27 M وسو-35 لزيادة قدرة الطائرة على المناورة. للطائرة أنف جديد تماما كذلك مقدمة جسم الطائرة، حيث تسمح قمرة القيادة بجلوس طيارين اثنين إلى جانب بعضهما. تستخدم السو-34 محركات السو-27 ولكن مع مأخذ ثابتة، مما يحد من سرعتها القصوى إلى 1.8 ماخ.

## المستخدمون
- روسيا القوات الجوية الروسية[6]

## المواصفات

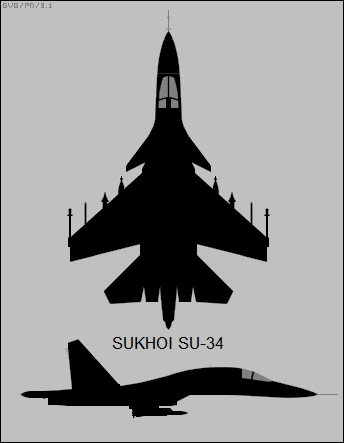
رسم بياني سو-34

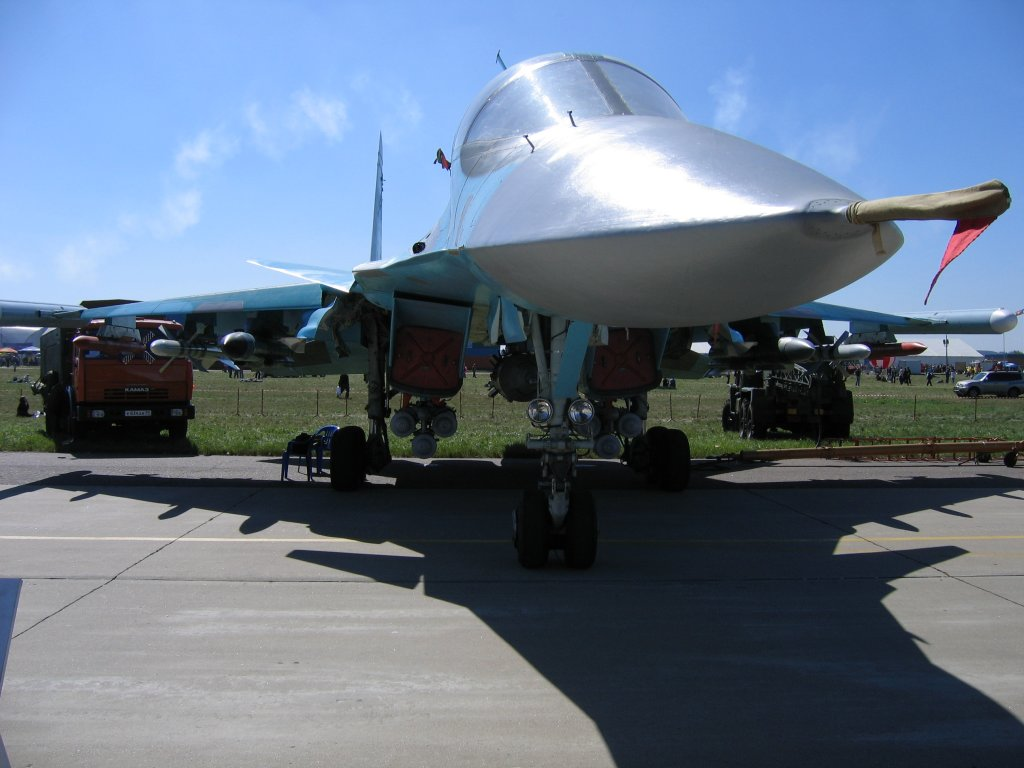
عرض الامامي على سو-34

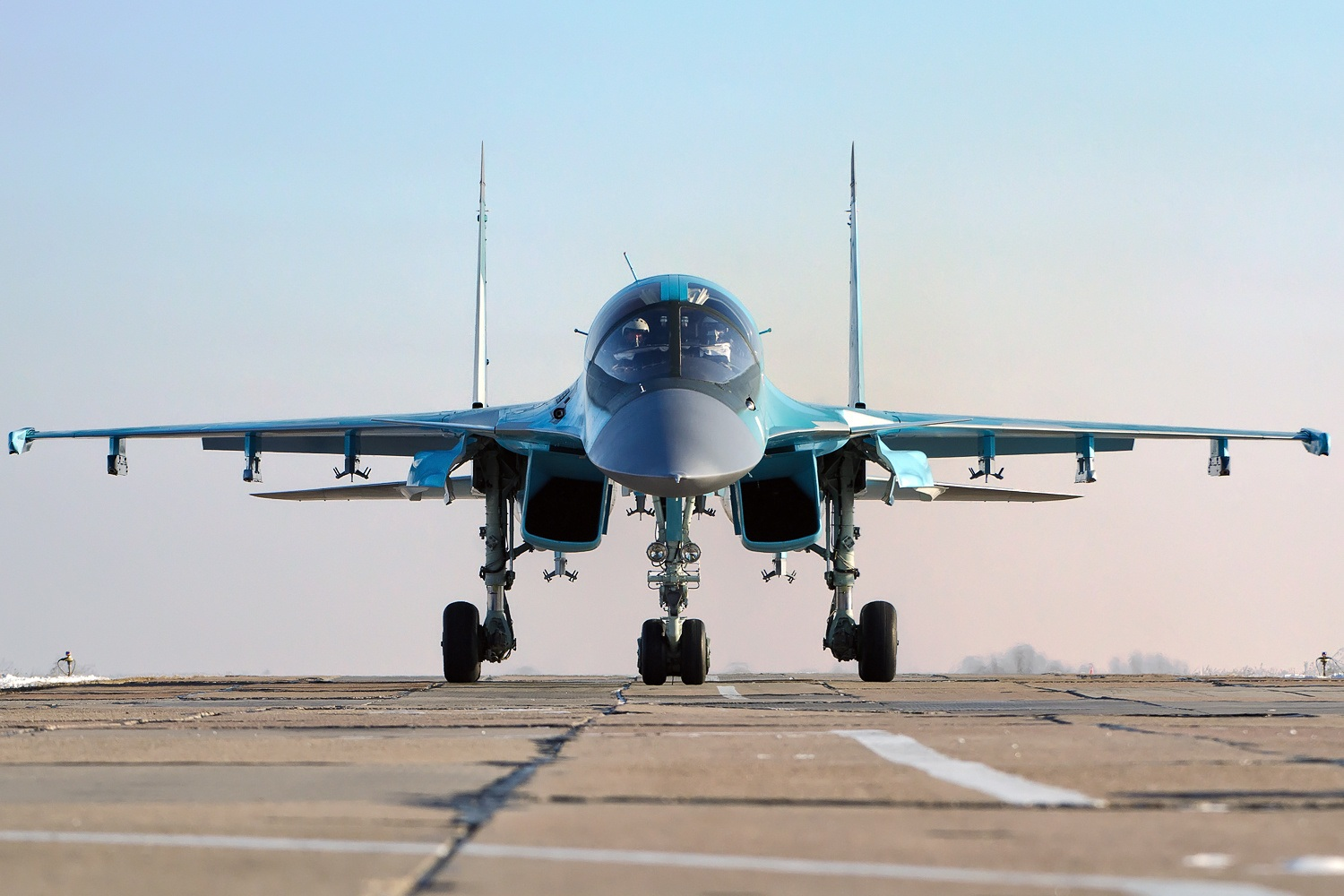
سو-34 فوق المدرج

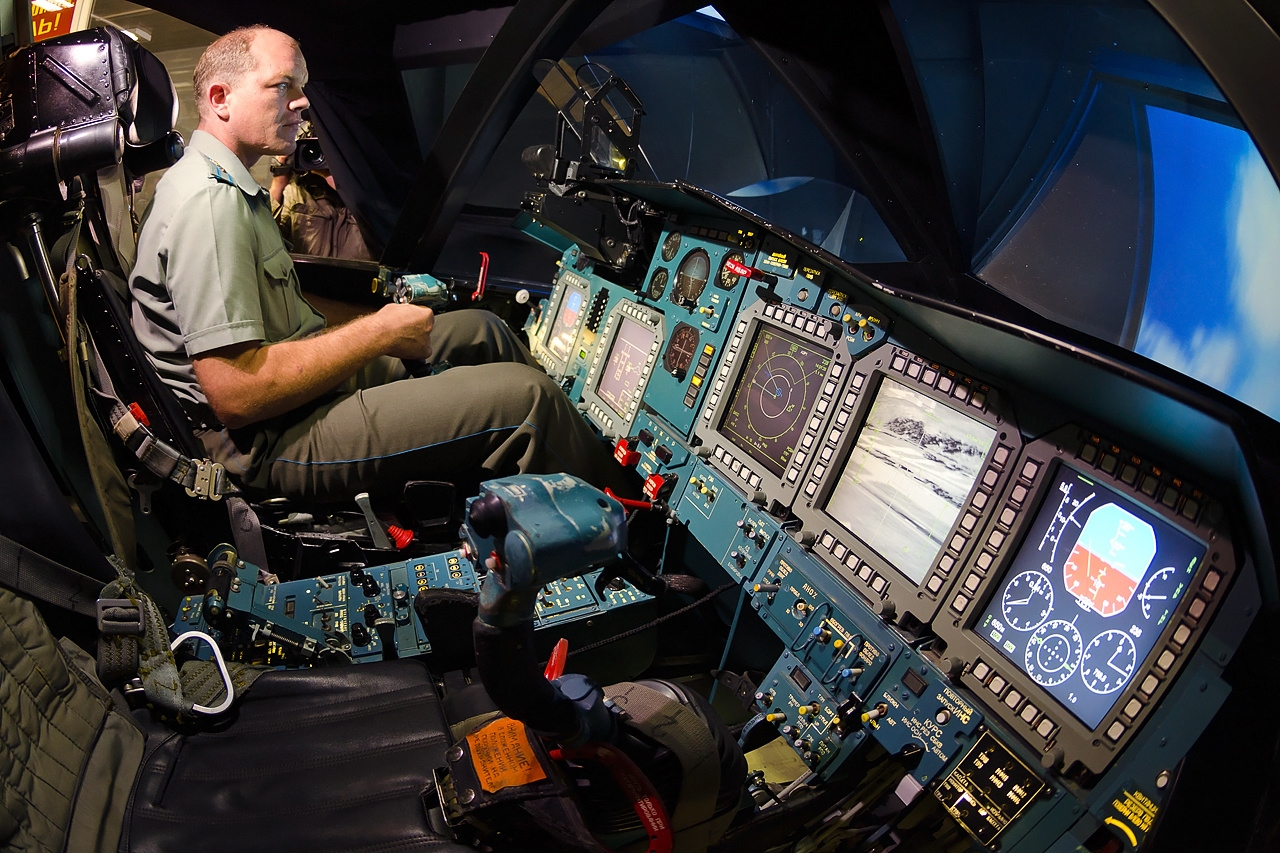
كابينة الطيار في سوخوي 34

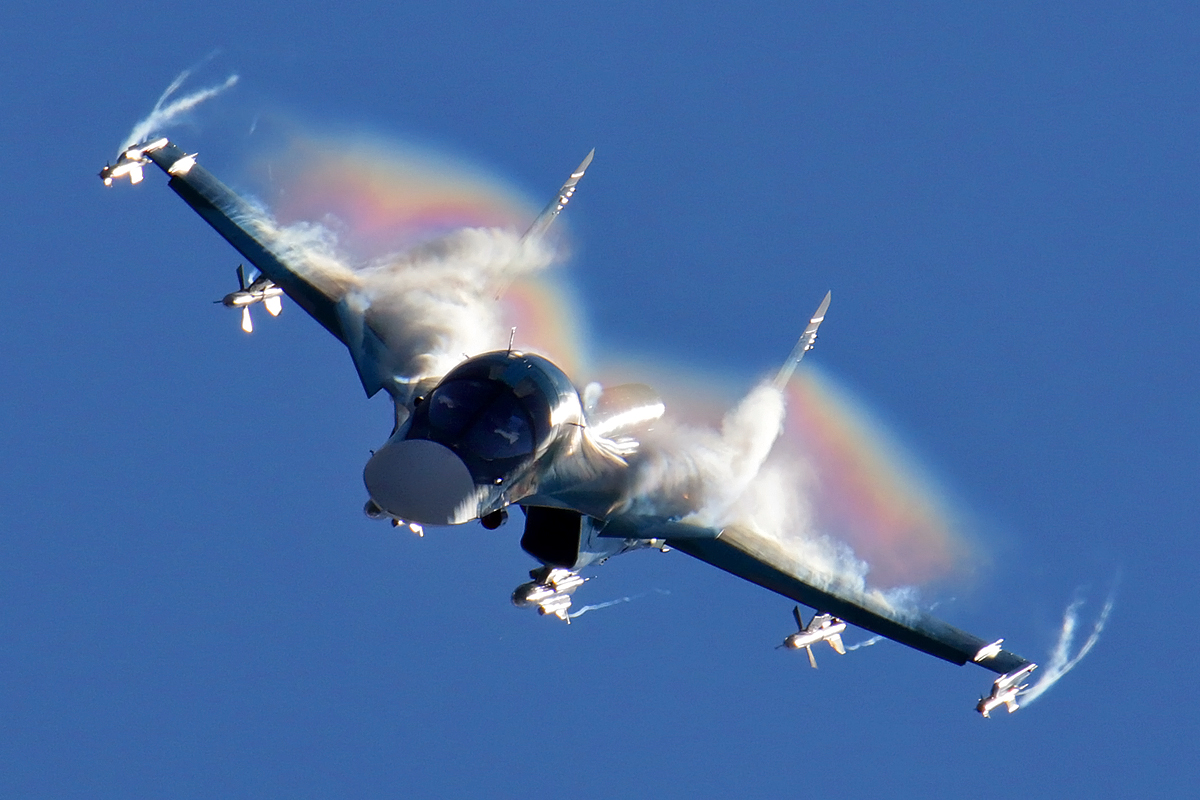
سوخوي سو-34 مقاتلة قاذفة قنابل

### الخصائص العامة
- الطاقم : 2
- الطول : 23.34 متر (72.2 قدم)
- طول الجناح : 14.7 م (48.2 قدم)
- ارتفاع : 6.09 متر (19.6 قدم)
- منطقة الجناح : 62.04 متر مربع (667.8 قدم مربع)
- الوزن الخالي : 22,500 كلغ (49608 رطل)
- الوزن مع الحمولة : 39000 كلغ (85980 رطل)
- وزن الإقلاع الأقصى : 45100 كلغ (99425 رطل)
- المحركات : 2 × Lyulka AL-31FM1
- الوقود الداخلي : 12100 كلغ (15400 لتر)

### الأداء
- السرعة القصوى : 2.0 ماخ (2٬470 كم / ساعة، 1534,54 ميل / ساعة)
- المدى : 4,000 كيلومتر (2485,48 ميل) مع ارتفاع
- الحد الأقصى للدائرة : 17.300 متر (56,800 قدم)
- أقصى احتمال قوة جي : 9

## وصلات خارجية
- Official Sukhoi Su-32 (Su-34) page
- Russian Su-34 web page on airwar.ru
- Su-34 page on MILAVIA.net
- Su-34 on Airforce Technology
- Su-34 page on aerospaceweb.org
- Su-34 Fullback on Globalaircraft.org
- Sukhoi Su-34 Fullback: Russia's New Heavy Strike Fighter on ausairpower.net
- "Russia gets first new fighters for 15 years as Sukhoi Su-34 debuts". Flight Global, 4 January 2007.
- "Russian Air Force to adopt Su-34 'flying tank'". INFOgraphics
- Su-34/Su-32FN bomber family on airforceworld.com